# Muránska
Muránska je malá osada obce Východná v okrese Liptovský Mikuláš. Stojí tu jen čtyři domy.
Leží na jižním svahu Kozích hřbetů, v podcelku Važecký hřbet, nad pravým břehem vodní nádrže Černý Váh. Nachází se v hustě zalesněné oblasti, v ústí doliny Muránsko do Černovážské doliny, jihojihovýchodně od Východné. S obcí nemá přímé silniční spojení, přístup je možný po asfaltové cestě přes Kráľovu Lehotu a Svarín, dále po břehu vodní nádrže Černý Váh a následně odbočením vlevo do kopce.
Okrajem osady prochází modře značená turistická cesta od železniční stanice Východná do sedla Muránsko (1 080 m n. m.), poté stojnejmennou dolinou a dále přes sousední osadu Čierny Vah do doliny Ipoltice.